# Jacques Maurais
Jacques Maurais est un linguiste et sociolinguiste québécois.  Par ses recherches et ses interventions publiques (lettres ouvertes, blog), il est l'un des acteurs dans le débat sur la norme linguistique en français québécois.

## Biographie
Jacques Maurais a fait ses études classiques au Collège de Sainte-Anne-de-la-Pocatière. Il a ensuite étudié la linguistique à l’Université Laval et à l’Université de Cambridge (Jesus College).
Jacques Maurais a été terminologue à l’Office québécois de la langue française de 1973 à 1980. De 1980 à 2002, il a été chercheur au Conseil de la langue française du Québec. Il a participé à la rédaction de diverses prises de position officielles du Conseil de la langue française : L'aménagement de la langue au Québec (1990), Avis sur d'éventuelles modifications à la Charte de la langue française (1993), Réflexions du Conseil de la langue française sur le document 'Faire avancer l’école' du ministère de l'Éducation du Québec (1993), La langue au cœur de l'éducation (1995), S'engager dans la nouvelle phase de la politique linguistique (1996), Maîtriser la langue pour assurer son avenir (1998), Miser sur la lecture et le livre pour promouvoir le développement socio-économique et la qualité de la langue (1998). En 2002, il est retourné à l’Office québécois de la langue française et il a été directeur par intérim puis coordonnateur de la recherche et de l’évaluation de 2006 à 2008.
Jacques Maurais a été chargé de cours à l’Université du Québec à Trois-Rivières en 1976 et 1979. Il a été professeur invité à l’Université Janus Pannonius de Pécs (Hongrie) en 1986 et en 1989.
Jacques Maurais a été élu membre du comité scientifique du réseau «Sociolinguistique et dynamique des langues» de l'AUPELF-UREF en mars 1997. Il a été coordonnateur du comité scientifique du réseau «Sociolinguistique et dynamique des langues» de l’Agence universitaire de la Francophonie de 2002 à 2006. À ce titre, il a coordonné la rédaction de l’ouvrage L’Avenir du français. De 1998 à 2002, il a été premier vice-président du comité de recherche RC25 (recherche en sociolinguistique) de l'Association internationale de sociologie.
Jacques Maurais a été membre du comité de patronage du projet « Description linguistique et sociolinguistique de la francophonie » . Il est membre du comité de soutien et de parrainage de la Maison de la culture berbère à Paris. Il est membre ou a été membre de plusieurs comités de rédaction ou comités scientifiques de revues : Le français moderne, Cahiers francophones d’Europe centre-orientale (Pécs, Hongrie), DiversCité Langues, Terminogramme (devenu la Revue d’aménagement linguistique), Marges linguistiques, Glottopol, Journal of Multilingual and Multicultural Development, Noves SL (revue électronique de la Direction générale de la politique linguistique de la Generalitat de Catalogne), Français et Société (revue publiée par le ministère de la Communauté française de Belgique), Revista de Llengua i Dret (Escola d'Administració Pública de Catalunya).

## Œuvres
On trouvera une sélection des ouvrages et articles sur le site de Jacques Maurais.

### Ouvrages publiés en français
- Aspects de l'aménagement linguistique du Québec, Québec, Conseil de la langue française, 1985, 135 p.
- La qualité de la langue : un projet de société[10], Québec, Conseil de la langue française, 1999.
- Ciel! Mon français! Analyse linguistique de 4 000 courriels[11], Québec, Conseil de la langue française, 2003.
- Les Québécois et la norme. Évaluation par les Québécois de leurs usages linguistiques[12], Montréal, Office québécois de la langue française, 2008.
- Le vocabulaire des Québécois, étude comparative (1983 et 2006)[13], Montréal, Office québécois de la langue française, 2008.

### Ouvrages dirigés publiés en français
- (avec E. Bédard) La norme linguistique[14], Québec, Conseil de la langue française et Paris, Le Robert, 1983, 850 p.
- La crise des langues[15], Québec, Conseil de la langue française et Paris, Le Robert, 1985, 490 p.
- Politique et aménagement linguistiques, Québec, Éditeur officiel et Paris, Le Robert, 1987.
- L'aménagement linguistique dans l'espace francophone, numéro 40 de la revue Présence francophone, 1992.
- Les langues autochtones du Québec[16], Québec, Conseil de la langue française, 1992.
- (avec Pierre Martel) Langues et sociétés en contact. Mélanges en l'honneur de Jean-Claude Corbeil, Tübingen, Niemeyer, 1994
- (avec J. Leclerc et F. Gauthier) Langues et constitutions, Montréal et Paris, Office de la langue française et Conseil international de la langue française, 1993.
- Les politiques linguistiques des Pays baltes, Terminogramme, hors série, 1998.
- (avec Michael Morris) Géostratégies des langues, Terminogramme 99-100 (automne 2001).
- (avec A. Boudreau, L. Dubois et G. McConnell) L'écologie des langues / The Ecology of Languages, Paris, L'Harmattan, 2002.
- (avec Annette Boudreau, Lise Dubois et Grant McConnell) Colloque international sur l’écologie des langues, Paris, L’Harmattan, 2003.
- (avec Pierre Dumont, Jean-Marie Klinkenberg, Bruno Maurer, Patrick Chardenet) L’Avenir du français, Paris, Éditions des archives contemporaines, 2008.

### Articles publiés en français
- "Les lois linguistiques soviétiques de 1989 et 1990", Revista de Llengua i Dret 15, juin 1991, 75-90.
- "Quelques aspects de l'aménagement linguistique au Québec et en Finlande", Bulletin francophone de Finlande 3 (1991) pp. 59-69 (avec P.-É. Laporte).
- "Redéfinition du statut des langues en Union Soviétique", Language Problems and Language Planning 16/1 (1992), 1-20.
- "La politique linguistique dans l'URSS de la perestroïka et dans les États successeurs", dans : Sylvie Léger, éd., Vers un agenda linguistique : regard futuriste sur les Nations Unies. Actes du deuxième colloque, Université d'Ottawa, 25-27 mai 1995.
- «Colloque sur les langues scientifiques de demain», Bulletin du Conseil de la langue française, juin 1996, p. 6
- "La norme et l'école. L'opinion des Québécois", en collaboration avec Pierre Bouchard, Terminogramme 91-92 (septembre 1999), 91-116.
- "La question linguistique aux États-Unis d'Amérique, au Canada et au Québec : quelques éléments de comparaison" dans : Michael A. Morris, Les politiques linguistiques canadiennes. Approches comparées. Paris, L'Harmattan, 2003.

### Ouvrages publiés en anglais
- Quebec's Aboriginal Languages. History, Planning, Development. Clevedon, Multilingual Matters Ltd., 1996.
- (avec Michael Morris) Languages in a Globalising World, Cambridge University Press, 2003.

### Articles publiés en anglais
- "Language Status Planning in Québec" dans C. Laurén et M. Nordman, Special Language, From Humans Thinking to Thinking Machines, Clevedon-Philadelphie, Multilingual Matters, 1989, pp. 138-149.
- "Some Aspects of Language Planning in Québec and in Finland", Discussion Papers in Geolinguistics 17 (1991) (avec P. Laporte).
- “A Sociolinguistic Comparison Between Québec's Charter of the French Language and the 1989 Language Laws of 5 Soviet Republics", Journal of Multilingual and Multicultural Development, 12/1-2 (1991), 117-126.
- "Glasnost' and Perestroika in Language Planning", Journal of Multilingual and Multicultural Development (1992) : 291-295.
- "Terminology and Language Planning" dans Terminology : Applications in Interdisciplinary Communication, ed. by Helmi B. Sonneveld and Kurt L. Loening, John Benjamins Publishing Co., Amsterdam/Philadelphia, 1993, pp. 111-125.
- "Regional majority language, language planning and linguistic rights", International Journal of the Sociology of Language 127 (1997), pp. 135-160.
- “Equality, Maintenance, Globalization: Lessons from Canada", Humphrey Tonkin et al. (eds.), Language in the 21st Century, Amsterdam, Benjamins, 2003.
- "The Language Issue in the United States, Canada, and Quebec : Some Comparative Aspects", Michael A. Morris (ed.), Canadian Langage Policies in Comparative Perspective, McGill-Queen's University Press, 2010, 166-178.

### Articles publiés en espagnol
- "Repercusiones en el dominio comercial de la planificación lingüística en Quebec", Estudios de Lingüística Aplicada (Mexico) 7/10 (1989), pp. 127-132.
- "Las políticas lingüísticas de Quebec", revue Iztapalapa, Mexico, no 29 (janvier-juin 1993), pp. 191-206.
- “Lengua de mayoría regional, planificación del lenguaje y derechos lingüísticos", Alteridades 5/10 (1995), pp. 89-104.
- “La globalización, estados nacionales y lenguas minoritarias", Estado del desarrollo económico y social de los pueblos indígenas de México, Mexico, Instituto Nacional Indigenista, tome 1, 2000, pp. 88-90.

### Articles publiés en basque
- " 1989 eta 1990 urteetako lege linguistiko sobietarrak[17] ", BAT Soziolinguistika aldizkaria (Donostia) 1992, 7/8, 33-44.
- " Elebakartasuna justifika al daiteke hizkuntz normalizazioaren ikuspuntutik[18]? " 19. 1996ko urria. Hizkuntza heriotza.